# Scarlxrd
Scarlxrd (prononcé Scarlord), de son vrai nom Marius Lucas Antonio Listhrop, né le 19 juin 1994 à Wolverhampton, est un rappeur britannique.
Il se fait mondialement connaître en 2017 avec le titre Heart Attack comptant aujourd'hui plus de 100 millions de vues sur YouTube. Il est considéré comme l’un des pionniers du Trap Metal avec ses puissants vocalismes et ses instrumentales percutantes.

## Biographie
Avant de se diriger vers une carrière musicale, Scarlxrd, Marius Listhrop de son vrai nom, était vidéaste sur la plateforme YouTube sous le nom de Mazzi Maz. En 2014, alors promis à une carrière de vidéaste, inspiré par des groupes tels que Linkin Park, Rage Against the Machine, Incubus et Deftones, Listhrop prend la décision d'abandonner YouTube pour fonder Myth City, un groupe de nu metal. Le groupe sort un EP éponyme le 28 février 2015. Le 27 août 2016, mélant metal et trap, Listhrop publie GIRLFRIEND, son single en solo et sous le nom de Scarlxrd. Il publie successivement les projets スカー藩主, RXSE, Cabin Fever et chaxsthexry avant d'acquérir une notoriété internationale avec la sortie du titre HEART ATTACK, publié le 23 juin 2017. Scarlxrd porte régulièrement un masque recouvrant sa bouche pour cacher son identité, même si cette pratique tend à disparaître avec la sortie de ses derniers clips. 
Scarlxrd a également la particularité de remplacer les « o » par des « x » partout où il le peut, comme sur ses publications Instagram ou son propre nom de scène (Scarlxrd).
Début 2019, il annonce son nouvel album INFINITY sur Instagram prévu pour le 15 mars. Le rappeur dévoile par la suite son single et clip HEAD GXNE le 1er mars ainsi que STFU sur YouTube. Il officialise également son album suivant, IMMXRTALISATIXN annoncé pour le 4 octobre 2019, avec 24 chansons officielles.
Milieu 2019, il explique qu'il ne met le masque qu'à de rares occasions et qu'il pensait que le porter était quelque chose de « crucial à son style visuel et ses musiques » et que selon lui « l'image et l'esthétique n'est qu'une perte de temps » et qu'il préfère « juste faire de bons sons, rentrer dans le business de la musique, avoir des studios et continuer à hurler ». 
Le 13 décembre de cette même année, il publie "Acquired Taste Volume I". 
En 2020, il lance sa marque DXXM LIFE, des vêtements en vente limitée inspirés de son style techwear qui le définit tant.
En 2021, il sort deux albums aux sonorités metal et hard metal qui sont "DEADRISING et DXXM II".
En 2022, il sort son très attendu album Acquired Taste Volume II, stylisé "ATV2", qui est considéré comme l'un de ses meilleurs albums, en raison de sa performance à enchaîner les punchlines rapidement, ainsi qu'aux instrumentales variés utilisées, comme dans Hxnxur ou Ghxst In The Shell. 
Le 28 Octobre 2022, Scarlxrd change de thème pour inscrire définitivement son nom dans le marbre du genre émergent de la Drift Phonk, mêlant son talent au Scream Rap, à la musique de Kordhell, Beatmaker et Hitmaker, pionnier du genre Drift Phonk, avec la sortie de leur album commun Psychx.
En parallèle, il sortira deux musiques avec Kordhell, et Corpse, lui, connu pour son Trap Metal marqué par son High-Pitched Voice, (c'est-à-dire, ici, une voix très grave) qui se nomment MISA! MISA! et LIKE YXU WXULD KNXW. 
En 2023, il sortira son album Made In Hell, l'un de ses albums les plus uniques, aux sonorités Drill et Heavy Trap . Cet album sera marqué par plusieurs clips musicaux sortis sur la chaîne YouTube de Scarlxrd. 
C'est aussi un tournant dans sa carrière, car ce sont les premières fois où il s'affiche officiellement avec une nouvelle coupe de cheveux, contrairement aux Dreadlocks qu'il avait l'habitude d'avoir depuis 7 ans.
Début 2024, il lance sa nouvelle marque de merch LXRDSUPPLY.  
À partir de juin 2024, il sort un EP toutes les deux semaines pendant 5 mois. Le titre le plus donné à cette série de 10 EPs est "DRXP AFTER DRXP". Dedans, chaque morceau a une mélodie unique, et plusieurs genres de musiques sont présents. 
Début Mai 2025, Scarlxrd sort "TRAPLXRD", un album grandement inspiré de la Heavy Trap des Etats Unis, émergeant d'abord de la sphère underground, et dont les plus grands rappeurs américains se sont inspirés pour leur album depuis le début des années 2020, on citera Travis Scott, Kanye West, mais notamment Playboi Carti et Ken Carson, membres du label Opium. 
Mi-mai, il se lance sur Discord et rejoint le serveur Scarchives, qui deviendra le serveur officiel de Scarlxrd début juin, LXRDFAM. Il annonce dans la foulée se lancer sur la plateforme de streaming Kick. 

## Discographie
- 2016 : Sxurce Xne
- 2016 : SAVIXUR
- 2016 : ANNX DXMINI
- 2016 : スカー藩主
- 2016 : RXSE
- 2017 : DIARY XF A YXUNG LXRD
- 2017 : Cabin Fever
- 2017 : chaxsthexry
- 2017 : Lxrdszn
- 2018 : DXXM
- 2019 : INFINITY
- 2019 : IMMXRTALISATIXN
- 2019 : THRXWAWAYS AS PRXMISED.
- 2019 : ONE (au nom de SPRNKLZ)
- 2019 : HEAVEN FIRE (au nom de LUCAS HECTOR)
- 2019 : Acquired Taste: Vxl.1
- 2020 : SCARHXURS
- 2020 : FANTASYVXID; INTRX, SPRING, AUTUMN, WINTER & SUMMER.
- 2021 : Dxxm 2
- 2021 : PRACTICE (au nom de TAKA LXRD)
- 2021 : DeadRising
- 2022 : Acquired Taste: Vxl.2
- 2022 : PSYCHX. (ft Kordhell)
- 2023 : MADE IN HELL
- 2024 : DRXP AFTER DRXP (série d'EPs)
- 2025 : TRAPLXRD